# Supersport-VM 2001
Supersport-VM 2001 kördes över elva omgångar. Andrew Pitt tog hem sin första VM-titel.

## Delsegrare
| Datum        | Bana           | Vinnare       | Märke  |
| ------------ | -------------- | ------------- | ------ |
| 11 mars      | Valencia       | Pere Riba     | Honda  |
| 22 april     | Phillip Island | Kevin Curtain | Honda  |
| 29 april     | Sugo           | Paolo Casoli  | Yamaha |
| 13 maj       | Monza          | Jamie Whitham | Yamaha |
| 27 maj       | Donington Park | Paolo Casoli  | Yamaha |
| 10 juni      | Lausitzring    | Kevin Curtain | Honda  |
| 24 juni      | Misano         | Jörg Teuchert | Yamaha |
| 29 juli      | Brands Hatch   | Jörg Teuchert | Yamaha |
| 2 september  | Oschersleben   | Fabien Foret  | Honda  |
| 9 september  | Assen          | Paolo Casoli  | Yamaha |
| 30 september | Imola          | Fabien Foret  | Honda  |

## Slutställning
| Plats | Förare            | Märke    | Poäng |
| ----- | ----------------- | -------- | ----- |
| 1     | Andrew Pitt       | Kawasaki | 149   |
| 2     | Paolo Casoli      | Yamaha   | 147   |
| 3     | Jörg Teuchert     | Yamaha   | 135   |
| 4     | Jamie Whitham     | Yamaha   | 106   |
| 5     | Kevin Curtain     | Honda    | 102   |
| 6     | Pere Riba         | Honda    | 94    |
| 7     | Karl Muggeridge   | Suzuki   | 92    |
| 8     | Fabien Foret      | Honda    | 90    |
| 9     | Iain Macpherson   | Kawasaki | 67    |
| 10    | Fabrizio Pirovano | Suzuki   | 67    |